# Paris Universitas
Pour les articles homonymes, voir Universitas.
Paris Universitas est une association loi de 1901 d'établissements d'enseignement supérieur parisiens créée en 2005 dans le but d'augmenter la visibilité internationale des établissements qui la composent, de consolider leurs résultats et d'augmenter leurs notations par les organismes qui effectuent les classements internationaux. Elle est dissoute le 15 juin 2010, plusieurs de ses membres ayant rejoint des PRES, notamment les PRES Hautes Études-Sorbonne-Arts et Métiers pour l'EHESS et l'EPHE, de Sorbonne Paris Cité pour l'université Sorbonne-Nouvelle, et le PRES Sorbonne Universités réunissant les Universités Panthéon-Assas, Paris-Sorbonne et Pierre-et-Marie-Curie.

## Composition
Paris Universitas était constitué de :
- l'École normale supérieure
- l'École des hautes études en sciences sociales
- l'École pratique des hautes études
- l'Université Panthéon-Assas
- l'Université Sorbonne-Nouvelle
- l’Université Paris-Sorbonne
- l'Université Pierre-et-Marie-Curie
- l'Université Paris-Dauphine